# Xã Buckingham, Quận Bucks, Pennsylvania
Xã Buckingham (tiếng Anh: Buckingham Township) là một xã thuộc quận Bucks, tiểu bang Pennsylvania, Hoa Kỳ. Năm 2010, dân số của xã này là 20.075 người.